# AEL Limasol
AEL Limasol (Grieks: Αθλητική Ένωσις Λεμεσού, Athlitiki Enosis Lemesou) is een Cypriotische omni-sportclub uit Limasol. De club is het meest bekend van zijn voetbalafdeling maar is ook in andere sporten succesvol, zoals basketbal en volleybal.

## Voetbalafdeling
In 1938 maakte AEL stadsgenoot Aris Limasol met de grond gelijk (24-1). Een jaar later wint AEL de beker na een overwinning op APOEL Nicosia. Het eerste landskampioenschap volgt in 1941. In 1956 werd de club voor de vierde keer kampioen maar na een dispuut verlaten de trainer en 29 spelers de club en voegen zich bij tweedeklasser Apollon Limasol, Apollon wordt hierdoor ook een topclub. Na de titel in 1968 mag de club naar de Griekse hoogste klasse (dat systeem werd enkele jaren toegepast) maar de club degradeerde na één seizoen en keerde terug naar Cyprus.
In 1996 degradeert de club voor de eerste keer in zijn bestaan. Na één jaar keert de club terug.
De club speelde tussen 1975 en 2022 in het Tsirionstadion. Daarna opende de modernere Limasol Arena. Merdian is sponsor van de club. 

### Erelijst
- Landskampioen (6x): 1941, 1953, 1955, 1956, 1968, 2012
- Beker van Cyprus (7x): 1939, 1940, 1948, 1985, 1987, 1989, 2019 finalist: 1938, 1941, 1959, 1979, 1988, 2003, 2004, 2009, 2012, 2013, 2015
- Supercup (4x): 1953, 1968, 1985, 2015

## Eindklasseringen vanaf 2001
| 3 |

| 3 |

| 5 |

| 4 |

| 10 |

| 7 |

| 9 |

| 12 |

| 4 |

| 5 |

| 9 |

| 1 |

| 5 |

| 1 |

| 7 |

| 8 |

| 4 |

| 5 |

| 3 |

| 6 |

| 2 |

| 8 |

| 8 |

| 9 |

| 11 |

| A Divizion | B' Kategoria | C Kategoria | Regionaal |

De naam van de 1e league wijzigt regelmatig vanwege de sponsor. Vanaf seizoen 2023/24 is de naam Cyprus League.

## In Europa
AEL Limasol speelt sinds 1968 in diverse Europese competities. Hieronder staan de competities en in welke seizoenen de club deelnam:
- Champions League (2x)

2012/13, 2014/15
- Europacup I (1x)

1968/69
- Europa League (4x)

2012/13, 2014/15, 2017/18, 2019/20
- Conference League (1x)

2021/22
- Europacup II (3x)

1985/86, 1987/88, 1989/90
- UEFA Cup (1x)

2002/03

## Bekende (oud-)spelers
- Jarchinio Antonia
- Saido Berahino
- André Todescato Caibi
- Daniel Carriço
- Jairo Castillo
- Kamil Čontofalský
- Edmilson
- Laurent Fassotte
- Sebastião Gilberto
- Isli Hidi
- Nicky Hofs
- Fouad Idabdelhay
- Radosław Kałużny
- Pavol Masaryk
- Bernard Mendy
- / Edwin Ouon
- Massamba Sambou
- Maic Sema
- Marko Simeunovič
- Hugo Sousa
- Gábor Torma
- Mike Zonneveld
- Sébastien Dewaest

## Basketbalafdeling
EKA AEL Limasol was een van de stichtende leden van de Cypriotische basketbalbond. De competitie begon in 1967 en tien jaar later was de club de eerste Cypriotische club die Europees speelde. In 2003 was AEL de eerste Cypriotische sportclub die een Europese beker kon winnen. In de FIBA Regional Challenge Cup werd de finale over tien wedstrijden beslecht en AEL won ze allemaal, wat een record was.

### Erelijst mannen
Landskampioen: 1974, 1978, 1980, 1982, 1983, 1985, 1987, 1988, 2003, 2004, 2005, 2006
Beker: 1978, 1980, 1981, 1982, 1983, 1985, 2004
Supercup: 1985, 1988, 2003, 2005

### Erelijst vrouwen
Landskampioen: 1993, 1997, 1998, 2003, 2006
Beker: 1993, 1995, 1996, 1997, 1998, 2006
Supercup: 1998

## Volleybalafdeling
Het vrouwenteam werd in 1976 opgericht.

### Erelijst vrouwen
Landskampioen: 1978, 1979, 1980, 1981, 1982, 1983, 1984, 1985, 1986, 1987, 1988, 1989, 1990, 1991, 1993, 1994, 1995, 1996, 1997, 1998, 1999, 2000, 2001, 2002, 2005
Beker: 1978, 1980, 1981, 1982, 1983, 1984, 1985, 1986, 1987, 1988, 1989, 1990, 1991, 1992, 1993, 1994, 1995, 1996, 1997, 1998, 1999, 2000, 2001, 2002, 2003, 2005, 2006
Supercup: 23x